# Buchet
para o município alemão, veja Buchet (Alemanha)

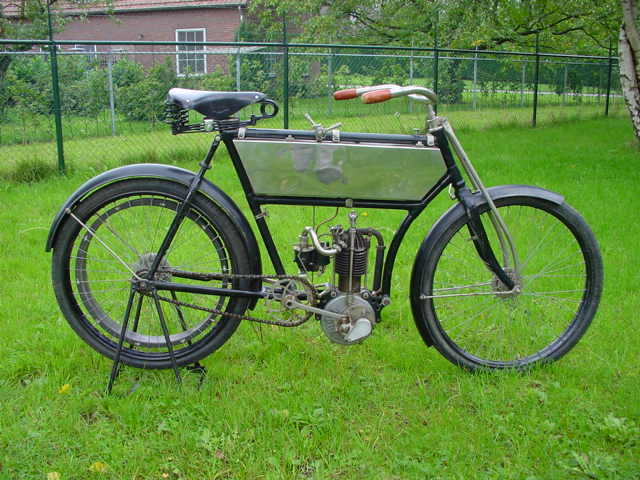
1903 Buchet Mark-1, La Foudre.

Buchet foi uma fabricante francesa de motocicletas e bicicletas que funcionou de 1900 a 1930.